# Сплавний ліс (фільм, 1928)
Сплавний ліс (англ. Driftwood) — американська драма режисера Крісті Кебенна 1928 року.

## Сюжет
Дейзі Сміт, сезонний робітник і не бажаний громадянин в суспільства, шукає притулок на тропічному острові в Південних морях. Вона зустрічає Джима Кертіса, іншого ізгоя. В них починаються романтичні відносини, і вони привуть назад в Сполучені Штати, щоб почати нове життя.

## У ролях
- Дон Альварадо — Джим Кертіс
- Марселін Дей — Дейзі Сміт
- Алан Роско — Джонсон
- Джек В. Джонстон — Барлоу
- Фред Холмс — док Праут
- Фрітці Брюнетт — Лола
- Нора Сесіл — місіс Праут
- Джозеф П. Мак — помічник Джонсона